# Коськово (Невельский район)
Коськово — деревня в Невельском районе Псковской области России. Входит в состав Плисской волости.

## География
Расположена на автодороге М20 (участок Невель — Пустошка), в 3,5 км к северо-западу от райцентра, города Невель.

## Население
| 2001 | 2002 | 2010 |
| ---- | ---- | ---- |
| 43   | ↗46  | ↗59  |

Численность населения деревни по оценке на начало 2001 года составляла 43 человек.